# Liste des espèces d'oiseaux du Sénégal
Nombre d'espèces: 663
Nombre d'espèces globalement menacées: 7
Nombre d'espèces introduites: 1
- Haut – A
- B
- C
- D
- E
- F
- G
- H
- I
- J
- K
- L
- M
- N
- O
- P
- Q
- R
- S
- T
- U
- V
- W
- X
- Y
- Z

H = aire d'hivernage

P = passager

## A
- Agrobate podobé (Cercotrichas podobe)
- Agrobate roux (Cercotrichas galactotes)
- Aigle botté (Hieraaetus pennatus) H
- Aigle couronné (Stephanoaetus coronatus)
- Aigle d'Ayres (Hieraaetus ayresii) P
- Aigle de Bonelli (Hieraaetus fasciatus) H
- Aigle de Wahlberg (Aquila wahlbergi)
- Aigle fascié (Hieraaetus spilogaster)
- Aigle huppard (Lophaetus occipitalis)
- Aigle martial (Polemaetus bellicosus)
- Aigle ravisseur (Aquila rapax)

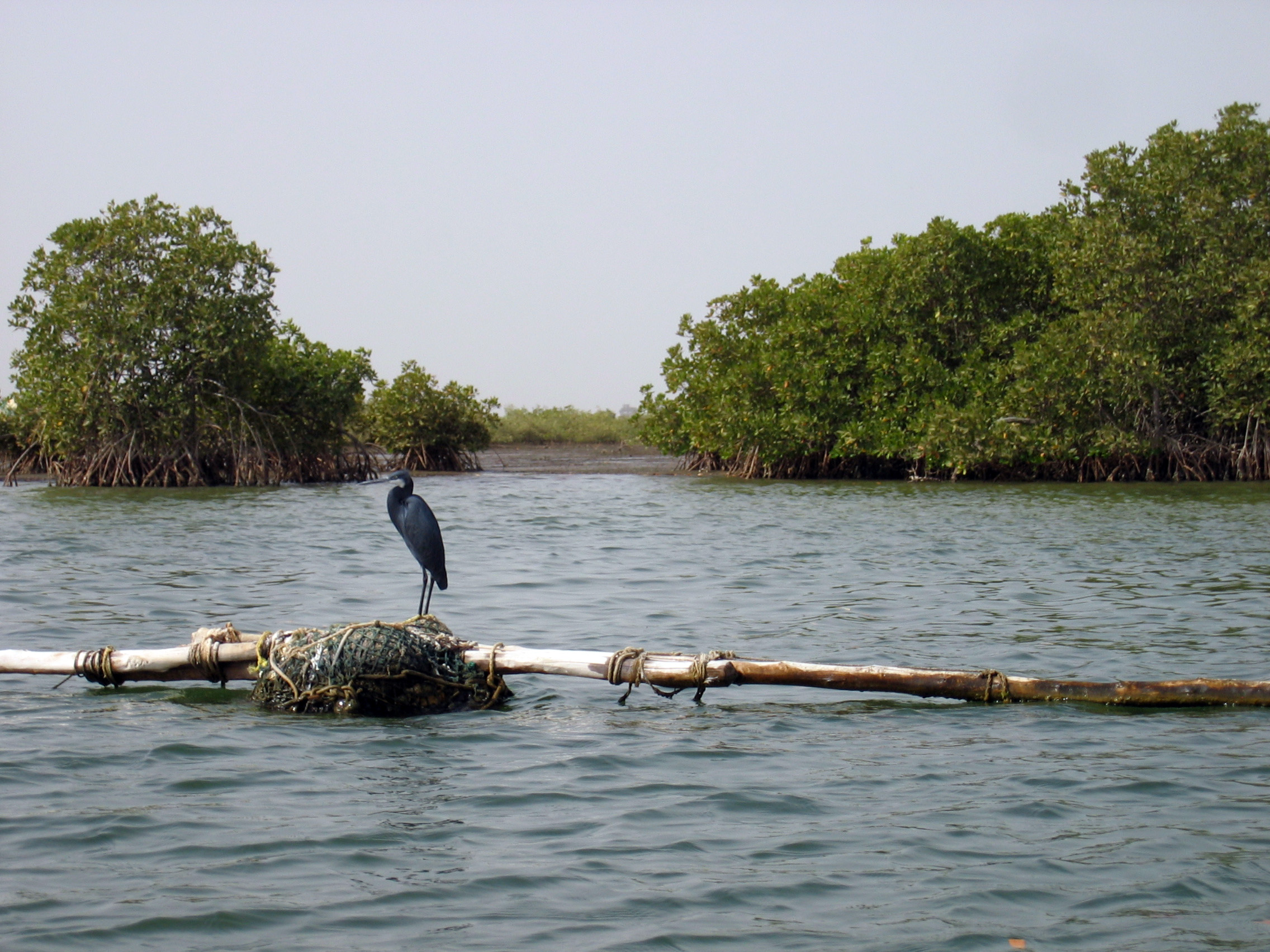
Aigrette des récifs (Sine-Saloum)

- Aigrette à gorge blanche (Egretta gularis)
- Aigrette ardoisée (Egretta ardesiaca)
- Aigrette garzette (Egretta garzetta)
- Akalat à ailes rousses (Illadopsis rufescens) Quasi menacé Casamance
- Akalat brun (Illadopsis fulvescens) Casamance
- Akalat de Puvel (Illadopsis puveli) Casamance
- Alecto à bec blanc (Bubalornis albirostris)
- Alèthe à huppe rousse (Alethe diademata) Casamance
- Alouette à queue rousse (Pinarocorys erythropygia)
- Alouette bourdonnante (Mirafra rufocinnamomea)
- Alouette calandrelle (Calandrella brachydactyla) H
- Alouette chanteuse (Mirafra cantillans)
- Alouette du Kordofan (Mirafra cordofanica)
- Amadine cou-coupé (Amadina fasciata)
- Amarante à ventre noir (Lagonosticta rara)
- Amarante de Kulikoro (Lagonosticta virata)
- Amarante du Sénégal (Lagonosticta senegala)
- Amarante foncé (Lagonosticta rubricata)
- Amarante masqué (Lagonosticta larvata)
- Amarante pointé (Lagonosticta rufopicta)
- Amblyospize à front blanc (Amblyospiza albifrons)
- Anhinga d'Afrique (Anhinga rufa)
- Anserelle naine (Nettapus auritus)
- Astrild à joues orange (Estrilda melpoda)

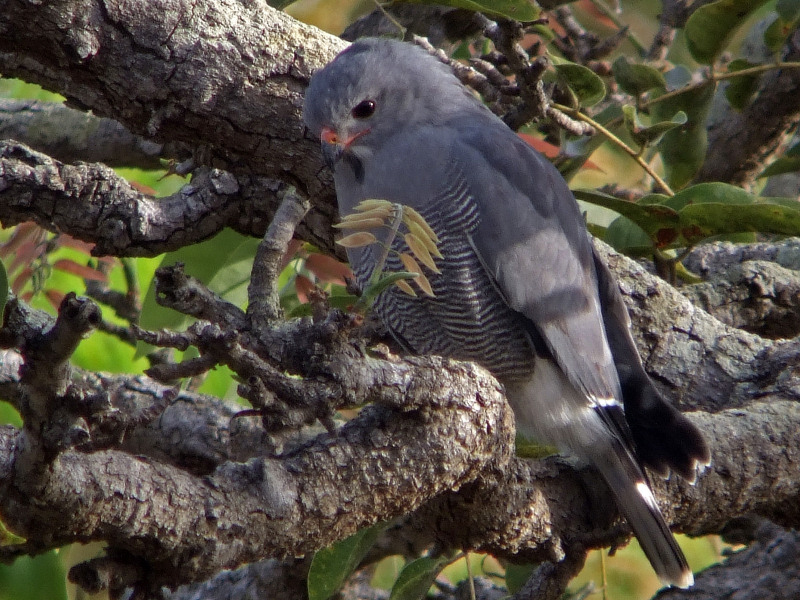
Autour unibande (Parc national du delta du Saloum)

- Astrild cendré (Estrilda troglodytes)
- Astrild queue-de-vinaigre (Estrilda caerulescens)
- Astrild-caille à lunettes (Ortygospiza atricollis)
- Autour gabar (Melierax gabar)
- Autour noir (Accipiter melanoleucus)
- Autour sombre (Melierax metabates)
- Autour tachiro (Accipiter tachiro) Rare/Accidentel P
- Autour unibande (Kaupifalco monogrammicus)
- Autruche d'Afrique (Struthio camelus)
- Avocette élégante (Recurvirostra avosetta) H

## B

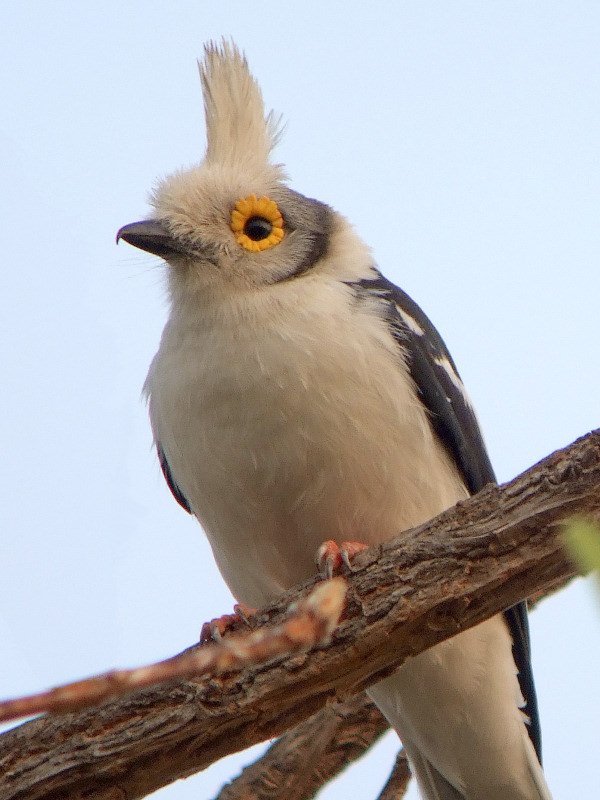
Bagadais casqué (Parc national du delta du Saloum)

- Bagadais casqué (Prionops plumatus)
- Balbuzard pêcheur (Pandion haliaetus) H
- Barbican à poitrine rouge (Lybius dubius)
- Barbican de Vieillot (Lybius vieilloti)
- Barbican hérissé (Tricholaema hirsuta) Casamance
- Barbion à croupion jaune (Pogoniulus bilineatus)
- Barbion à croupion rouge (Pogoniulus atroflavus) Casamance
- Barbion à front jaune (Pogoniulus chrysoconus)
- Barge à queue noire (Limosa limosa) H
- Barge rousse (Limosa lapponica) H
- Bateleur des savanes (Terathopius ecaudatus)
- Baza coucou (Aviceda cuculoides)
- Beaumarquet aurore (Pytilia phoenicoptera)
- Beaumarquet melba (Pytilia melba)
- Bécasseau cocorli (Calidris ferruginea) H
- Bécasseau de Baird (Calidris bairdii) Rare/Accidentel P
- Bécasseau de Temminck (Calidris temminckii) H
- Bécasseau maubèche (Calidris canutus) H
- Bécasseau minute (Calidris minuta) H
- Bécasseau sanderling (Calidris alba) H
- Bécasseau variable (Calidris alpina) H
- Bécassine des marais (Gallinago gallinago) H
- Bécassine double (Gallinago media) Quasi menacé H
- Bécassine sourde (Lymnocryptes minimus) H
- Bec-en-ciseaux d'Afrique (Rynchops flavirostris) Quasi menacé
- Bec-ouvert africain (Anastomus lamelligerus)
- Bengali zébré (Amandava subflava)
- Bergeronnette des ruisseaux (Motacilla cinerea) H
- Bergeronnette grise (Motacilla alba) H
- Bergeronnette pie (Motacilla aguimp)
- Bergeronnette printanière (Motacilla flava) H
- Bihoreau à dos blanc (Gorsachius leuconotus)
- Bihoreau gris (Nycticorax nycticorax)
- Blongios de Sturm (Ixobrychus sturmii)
- Blongios nain (Ixobrychus minutus)
- Bondrée apivore (Pernis apivorus) H
- Bruant à poitrine dorée (Emberiza flaviventris)
- Bruant à ventre jaune (Emberiza affinis)
- Bruant ortolan (Emberiza hortulana) H
- Brubru africain (Nilaus afer)
- Bucorve d'Abyssinie (Bucorvus abyssinicus)
- Bulbul à barbe jaune (Criniger olivaceus) Vulnérable
- Bulbul à bec grêle (Andropadus gracilirostris)
- Bulbul à gorge blanche (Phyllastrephus albigularis)
- Bulbul à gorge claire (Chlorocichla flavicollis)
- Bulbul à moustaches jaunes (Andropadus latirostris) Casamance
- Bulbul à queue rousse (Pyrrhurus scandens) Casamance
- Bulbul des jardins (Pycnonotus barbatus)
- Bulbul des raphias (Thescelocichla leucopleura) Casamance
- Bulbul fourmilier (Bleda canicapilla) Casamance
- Bulbul nicator (Nicator chloris)
- Bulbul verdâtre (Andropadus virens) Casamance
- Busard cendré (Circus pygargus) H
- Busard des roseaux (Circus aeruginosus) H
- Busard pâle (Circus macrourus) Quasi menacé H
- Busard Saint-Martin (Circus cyaneus) H
- Busautour des sauterelles (Butastur rufipennis)
- Buse d'Afrique (Buteo auguralis)
- Buse féroce (Buteo rufinus) H
- Buse variable (Buteo buteo) Rare/Accidentel H
- Butor étoilé (Botaurus stellaris) H

## C

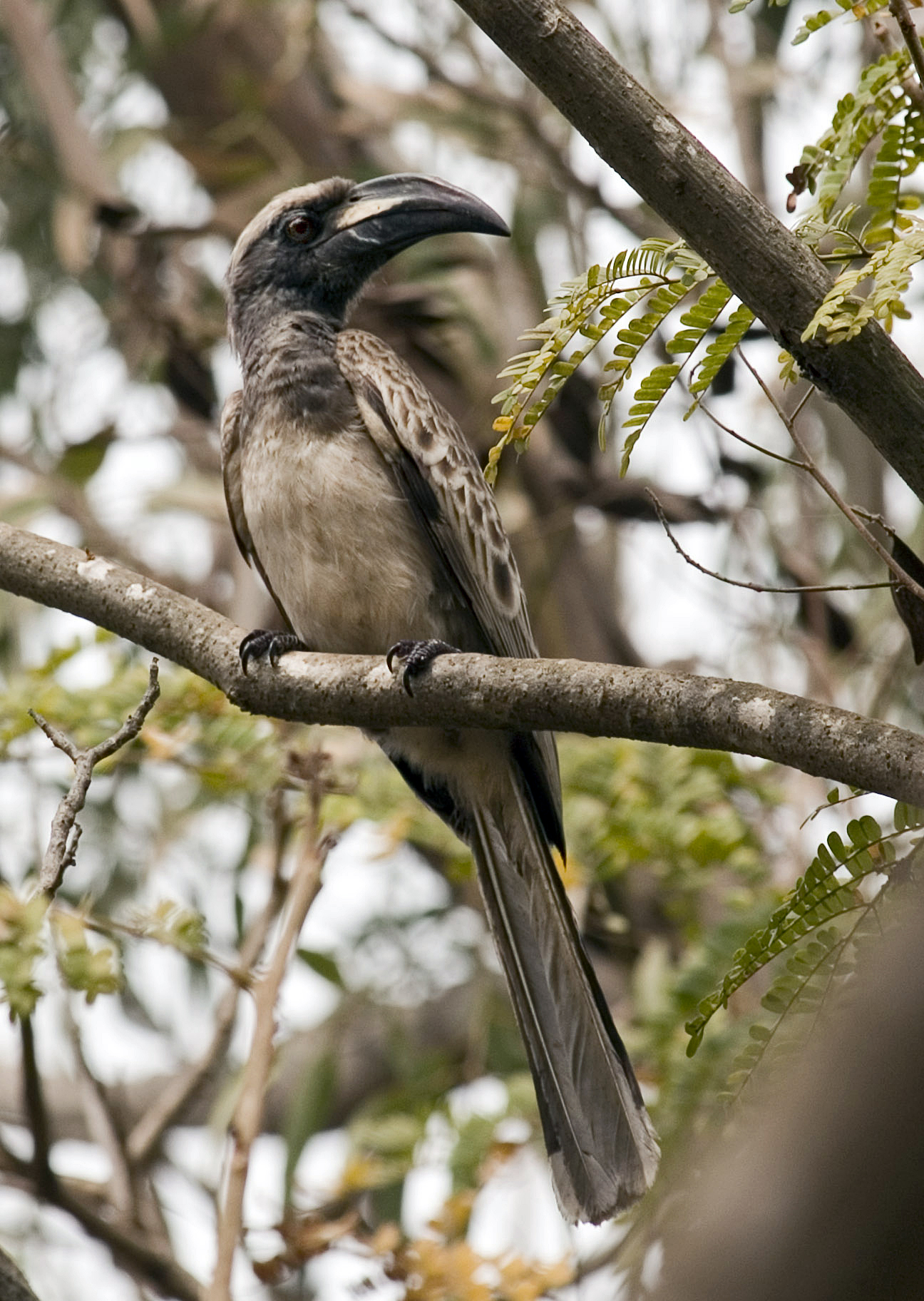
Calao à bec noir (Parc forestier et zoologique de Hann)

- Caille arlequin (Coturnix delegorguei)
- Calao à bec noir (Tockus nasutus)
- Calao à bec rouge (Tockus erythrorhynchus)
- Calao à casque jaune (Ceratogymna elata) Quasi menacé Casamance
- Calao longibande (Tockus fasciatus)
- Calao siffleur (Ceratogymna fistulator)
- Camaroptère à dos vert (Camaroptera chloronota)
- Camaroptère à tête grise (Camaroptera brachyura)
- Canard-à-bosse bronzé (Sarkidiornis melanotos)
- Canard chipeau (Anas strepera) P
- Canard colvert (Anas platyrhynchos) P
- Canard d'Amérique (Anas americana) P
- Canard pilet (Anas acuta) H
- Canard siffleur (Anas penelope) H
- Canard souchet (Anas clypeata) H
- Capucin bec-d'argent (Lonchura cantans)
- Capucin bicolore (Spermestes bicolor) Casamance
- Capucin nonnette (Spermestes cucullatus)
- Capucin pie (Spermestes fringilloides)
- Chevalier aboyeur (Tringa nebularia) H
- Chevalier arlequin (Tringa erythropus) H
- Chevalier cul-blanc (Tringa ochropus) H
- Chevalier gambette (Tringa totanus) H
- Chevalier guignette (Tringa hypoleucos) H
- Chevalier stagnatile (Tringa stagnatilis) H
- Chevalier sylvain (Tringa glareola) H
- Chevêchette perlée (Glaucidium perlatum)
- Choucador à longue queue (Lamprotornis caudatus)
- Choucador à oreillons bleus (Lamprotornis chalybaeus)

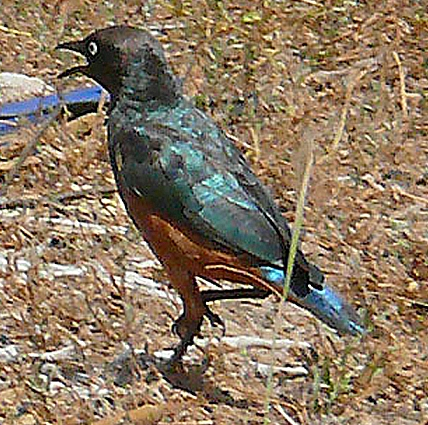
Choucador à ventre roux,
près de Dagana

- Choucador à queue violette (Lamprotornis chalcurus)
- Choucador à ventre roux (Lamprotornis pulcher)
- Choucador de Swainson (Lamprotornis chloropterus)
- Choucador pourpré (Lamprotornis purpureus)
- Choucador splendide (Lamprotornis splendidus)
- Chouette africaine (Strix woodfordii)
- Chouette-pêcheuse de Pel (Scotopelia peli)
- Cigogne blanche (Ciconia ciconia) H
- Cigogne d'Abdim (Ciconia abdimii)
- Cigogne épiscopale (Ciconia episcopus)
- Cigogne noire (Ciconia nigra) H
- Circaète brun (Circaetus cinereus)
- Circaète cendré (Circaetus cinerascens)
- Circaète Jean-le-Blanc (Circaetus gallicus) H
- Cisticole à ailes courtes (Cisticola brachypterus)
- Cisticole à dos noir (Cisticola eximius) Casamance
- Cisticole à face rousse (Cisticola erythrops)
- Cisticole chanteuse (Cisticola cantans)
- Cisticole des joncs (Cisticola juncidis)
- Cisticole du désert (Cisticola aridulus)
- Cisticole roussâtre (Cisticola galactotes)
- Cisticole rousse (Cisticola rufus)
- Cisticole siffleuse (Cisticola lateralis)
- Cisticole striée (Cisticola natalensis)
- Cochevis huppé (Galerida cristata)
- Cochevis modeste (Galerida modesta)
- Coliou huppé (Urocolius macrourus)
- Colombar à front nu (Treron calva)
- Colombar waalia (Treron waalia)
- Combassou de Wilson (Vidua wilsoni)
- Combassou du Cameroun (Vidua camerunensis)
- Combassou du Nigéria (Vidua nigeriae)
- Combassou du Sénégal (Vidua chalybeata)
- Combattant varié (Philomachus pugnax) H
- Corbeau brun (Corvus ruficollis)
- Corbeau pie (Corvus albus)
- Cordonbleu à joues rouges (Uraeginthus bengalus)
- Cormoran africain (Phalacrocorax africanus)
- Corvinelle à bec jaune (Corvinella corvina)
- Cossyphe à calotte blanche (Cossypha albicapilla)
- Cossyphe à calotte neigeuse (Cossypha niveicapilla)

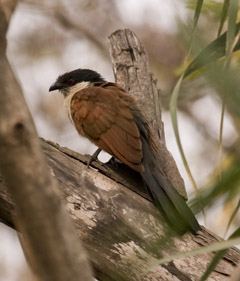
Coucal du Sénégal (Parc forestier et zoologique de Hann)

- Coucal à ventre blanc (Centropus leucogaster) Casamance
- Coucal du Sénégal (Centropus senegalensis)
- Coucal noir (Centropus grillii)
- Coucou africain (Cuculus gularis)
- Coucou criard (Cuculus clamosus) H
- Coucou de Klaas (Chrysococcyx klaas)
- Coucou de Levaillant (Clamator levaillantii)
- Coucou didric (Chrysococcyx caprius)
- Coucou foliotocol (Chrysococcyx cupreus)
- Coucou geai (Clamator glandarius)
- Coucou gris (Cuculus canorus) H
- Coucou jacobin (Clamator jacobinus)
- Coucou solitaire (Cuculus solitarius)
- Courlis cendré (Numenius arquata) H
- Courlis corlieu (Numenius phaeopus) H
- Courvite à ailes bronzées (Rhinoptilus chalcopterus)
- Courvite de Temminck (Cursorius temminckii)
- Courvite isabelle (Cursorius cursor)
- Crabier chevelu (Ardeola ralloides)
- Cratérope à tête noire (Turdoides reinwardii)
- Cratérope brun (Turdoides plebejus)
- Cratérope fauve (Turdoides fulvus)
- Crécerelle renard (Falco alopex)
- Crombec sittelle (Sylvietta brachyura)
- Crombec vert (Sylvietta virens)
- Cubla de Gambie (Dryoscopus gambensis)

## D
- Dendrocygne à dos blanc (Thalassornis leuconotus)
- Dendrocygne fauve (Dendrocygna bicolor)
- Dendrocygne veuf (Dendrocygna viduata)
- Dos-vert à joues blanches (Nesocharis capistrata)
- Drongo brillant (Dicrurus adsimilis)
- Drongo de Ludwig (Dicrurus ludwigii)

## E

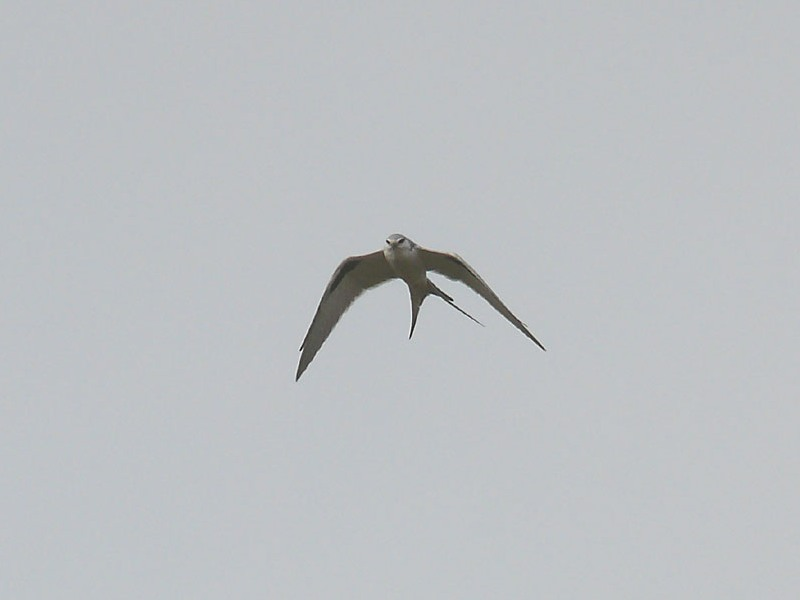
Élanion naucler près de Kaolack

- Échasse blanche (Himantopus himantopus)
- Échenilleur à épaulettes rouges (Campephaga phoenicea)
- Échenilleur à ventre blanc (Coracina pectoralis)
- Effraie des clochers (Tyto alba)
- Élanion blac (Elanus caeruleus)
- Élanion naucler (Chelictinia riocourii)
- Engoulevent à balanciers (Macrodipteryx longipennis)
- Engoulevent à collier roux (Caprimulgus ruficollis) H
- Engoulevent à longue queue (Caprimulgus climacurus)
- Engoulevent d'Europe (Caprimulgus europaeus) H
- Engoulevent doré (Caprimulgus eximius)
- Engoulevent du désert (Caprimulgus aegyptius) H
- Engoulevent musicien (Caprimulgus pectoralis) Casamance
- Engoulevent terne (Caprimulgus inornatus)
- Épervier de Hartlaub (Accipiter erythropus)
- Épervier de l'Ovampo (Accipiter ovampensis)
- Épervier shikra (Accipiter badius)
- Érémomèle à croupion jaune (Eremomela icteropygialis)
- Érémomèle à dos vert (Eremomela pusilla)
- Euplecte à dos d'or (Euplectes macrourus)
- Euplecte franciscain (Euplectes franciscanus)
- Euplecte monseigneur (Euplectes hordeaceus)
- Euplecte veuve-noire (Euplectes ardens)
- Euplecte vorabé (Euplectes afer)

## F
- Faucon ardoisé (Falco ardosiaceus)
- Faucon chicquera (Falco chicquera)
- Faucon crécerelle (Falco tinnunculus)
- Faucon crécerellette (Falco naumanni) Vulnérable H
- Faucon de Barbarie (Falco pelegrinoides) P
- Faucon de Cuvier (Falco cuvierii)
- Faucon émerillon (Falco columbarius) Rare/Accidentel P
- Faucon hobereau (Falco subbuteo) H
- Faucon kobez (Falco vespertinus) P
- Faucon lanier (Falco biarmicus)
- Faucon pèlerin (Falco peregrinus)
- Fauvette à lunettes (Curruca conspicillata) H
- Fauvette à tête noire (Sylvia atricapilla) H
- Fauvette babillarde (Curruca curruca) H
- Fauvette des jardins (Sylvia borin)  H
- Fauvette grisette (Curruca communis) H
- Fauvette mélanocéphale (Curruca melanocephala) H
- Fauvette orphée (Curruca hortensis) H
- Fauvette passerinette (Curruca iberiae) H
- Fauvette de Moltoni (Curruca cantillans) H
- Flamant nain (Phoenicopterus minor) Quasi menacé
- Flamant rose (Phoenicopterus ruber)
- Fou brun (Sula leucogaster)
- Fou de Bassan (Morus bassanus)
- Foulque macroule (Fulica atra) H
- Francolin à double éperon (Pternistis bicalcaratus)
- Francolin à gorge blanche (Peliperdix albogularis)
- Francolin d'Ahanta (Pternistis ahantensis) Casamance
- Frégate superbe (Fregata magnificens) P
- Fuligule milouin (Aythya ferina) H
- Fuligule morillon (Aythya fuligula) H
- Fuligule nyroca (Aythya nyroca) Quasi menacé H

## G
- Gallinule africaine (Gallinula angulata)
- Gallinule poule-d'eau (Gallinula chloropus)
- Ganga à ventre brun (Pterocles exustus)
- Ganga de Lichtenstein (Pterocles lichtensteinii) P
- Ganga quadribande (Pterocles quadricinctus)
- Gladiateur de Blanchot (Malaconotus blanchoti)
- Gladiateur soufré (Telophorus sulfureopectus)
- Glaréole à collier (Glareola pratincola)
- Gobemouche à sourcils (Fraseria cinerascens) Casamance
- Gobemouche des marais (Muscicapa aquatica)
- Gobemouche drongo (Melaenornis edolioides)
- Gobemouche gris (Muscicapa striata) H
- Gobemouche mésange (Myioparus plumbeus)
- Gobemouche nain (Ficedula parva)
- Gobemouche noir (Ficedula hypoleuca) H
- Gobemouche pâle (Bradornis pallidus)
- Goéland à bec cerclé (Larus delawarensis) P
- Goéland brun (Larus fuscus) H
- Goéland d'Audouin (Larus audouinii) Quasi menacé H
- Goéland dominicain (Larus dominicanus)

- Goéland railleur (Larus genei)

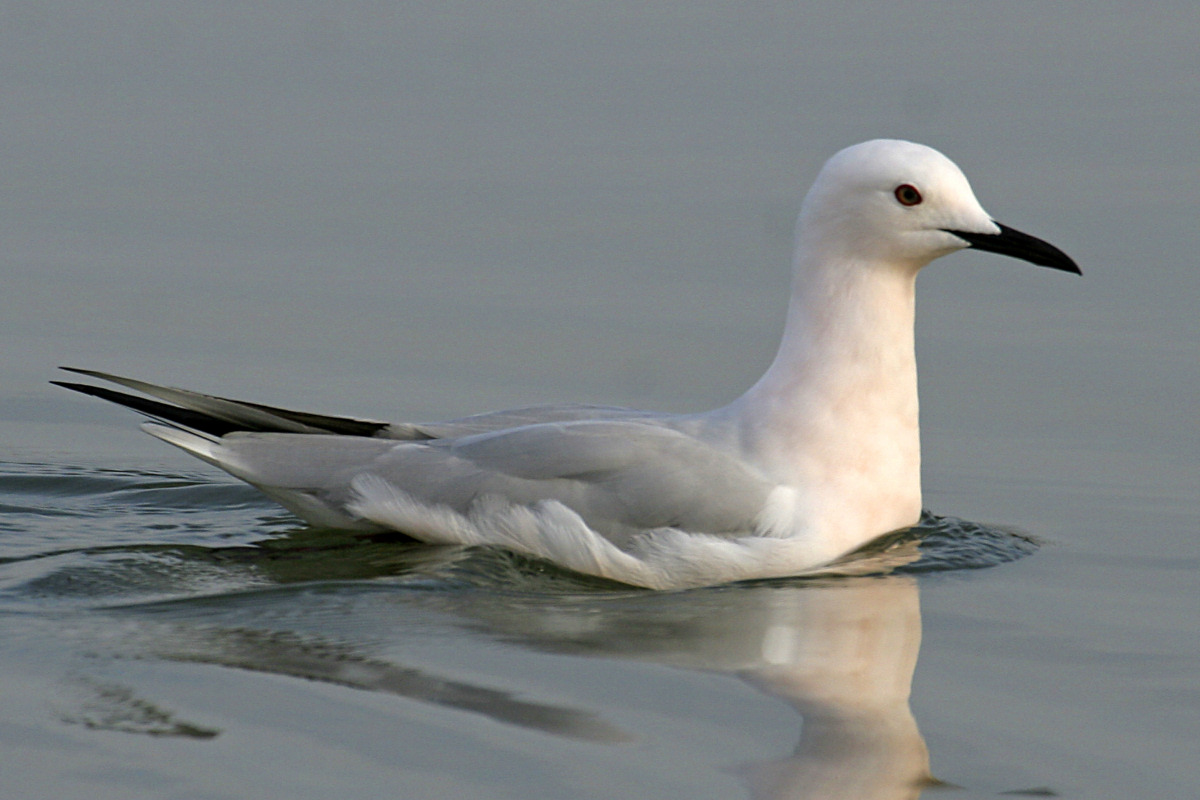
Goéland railleur (Parc national du delta du Saloum)

- Gonolek d'Abyssinie (Laniarius aethiopicus) P
- Gonolek de Barbarie (Laniarius barbarus)
- Gorgebleue à miroir (Luscinia svecica) H
- Grand Cormoran (Phalacrocorax carbo)
- Grand Indicateur (Indicator indicator)
- Grand Labbe (Stercorarius skua)
- Grand-duc africain (Bubo africanus)
- Grand-duc ascalaphe (Bubo ascalaphus) P
- Grand-duc de Verreaux (Bubo lacteus)
- Grande Aigrette (Ardea alba)
- Grèbe castagneux (Tachybaptus ruficollis)
- Grèbe huppé (Podiceps cristatus) P
- Grébifoulque d'Afrique (Podica senegalensis)
- Grimpereau tacheté (Salpornis spilonotus)
- Grive musicienne (Turdus philomelos) H
- Grue couronnée (Balearica pavonina) Quasi menacé

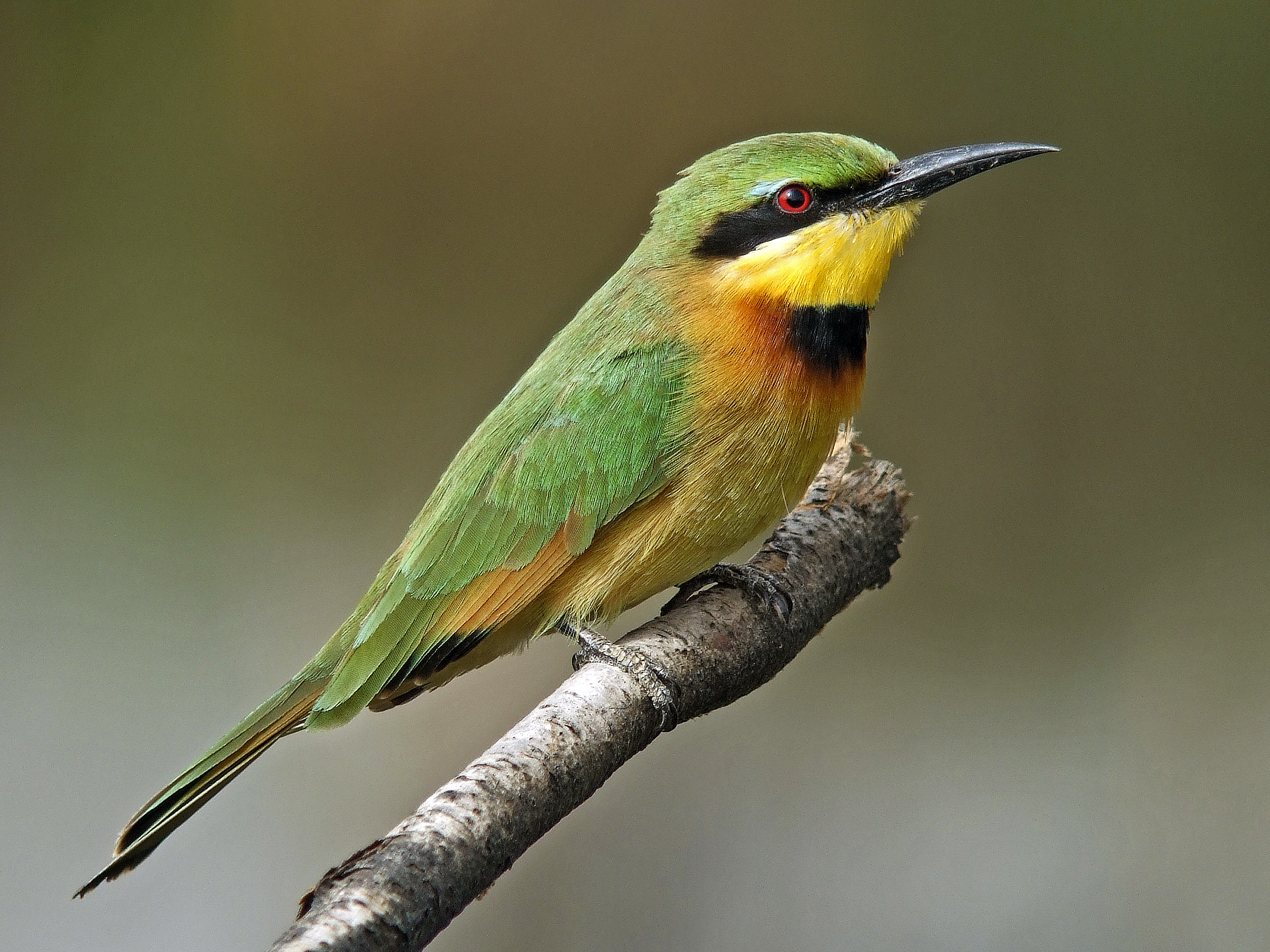
Guêpier nain (Parc national des oiseaux du Djoudj)

- Guêpier à gorge blanche (Merops albicollis)
- Guêpier à gorge rouge (Merops bulocki)
- Guêpier à queue d'aronde (Merops hirundineus)
- Guêpier de Perse (Merops persicus)
- Guêpier d'Europe (Merops apiaster) H
- Guêpier d'Orient (Merops orientalis)
- Guêpier écarlate (Merops nubicus)
- Guêpier nain (Merops pusillus)
- Guifette leucoptère (Chlidonias leucopterus) H
- Guifette moustac (Chlidonias hybridus) H
- Guifette noire (Chlidonias niger) H
- Gymnogène d'Afrique (Polyboroides typus)

## H
- Héron cendré (Ardea cinerea)

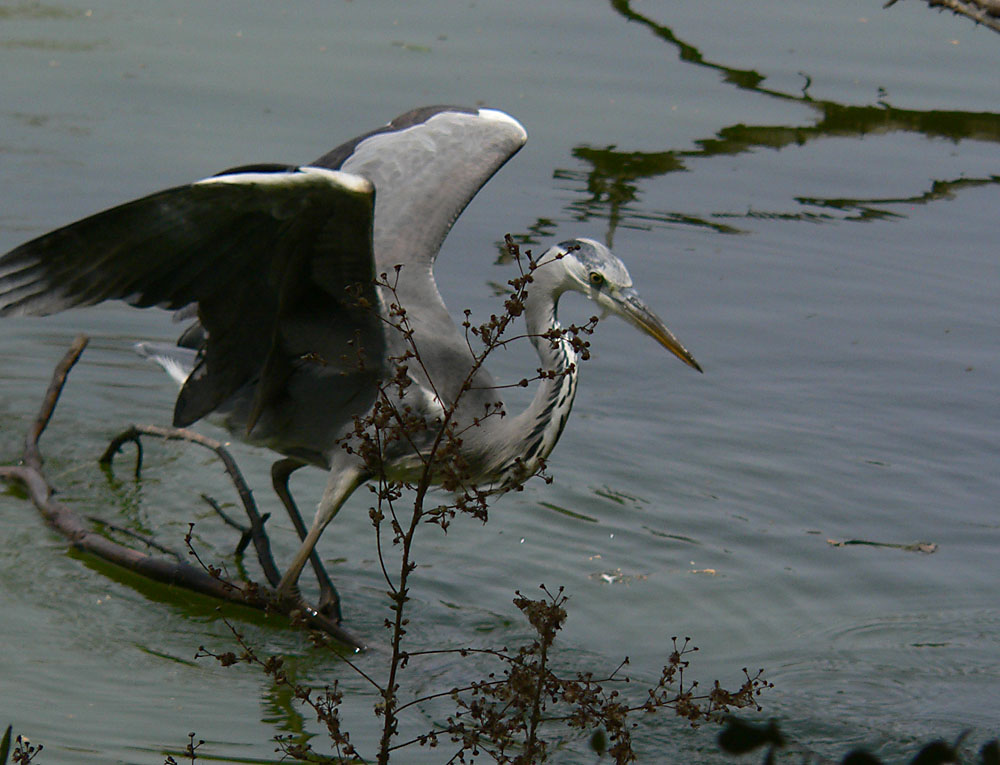
Héron cendré (Réserve de Bandia)

- Héron garde-bœufs (Bubulcus ibis)
- Héron goliath (Ardea goliath)
- Héron à bec jaune (Ardea brachyrhyncha)
- Héron mélanocéphale (Ardea melanocephala)
- Héron pourpré (Ardea purpurea)
- Héron strié (Butorides striatus)
- Hibou des marais (Asio flammeus) H
- Hibou du Cap (Asio capensis)
- Hirondelle à ailes tachetées (Hirundo leucosoma)
- Hirondelle à croupion gris (Pseudhirundo griseopyga)
- Hirondelle à longs brins (Hirundo smithii)
- Hirondelle à ventre roux (Hirundo semirufa)
- Hirondelle de fenêtre (Delichon urbica) H
- Hirondelle de Guinée (Hirundo lucida)
- Hirondelle de rivage (Riparia riparia) H
- Hirondelle de rochers (Hirundo rupestris) H
- Hirondelle des mosquées (Hirundo senegalensis)
- Hirondelle d'Éthiopie (Hirundo aethiopica) P
- Hirondelle fanti (Psalidoprocne obscura)
- Hirondelle isabelline (Hirundo fuligula)
- Hirondelle ouest-africaine (Hirundo domicella)
- Hirondelle paludicole (Riparia paludicola)
- Hirondelle de Rüppell (Cecropis melanocrissus)  
  -     - Hirondelle ouest-africaine (Cecropis melanocrissus domicella)
- Hirondelle rustique (Hirundo rustica) P
- Hirondelle striée (Hirundo abyssinica)
- Huîtrier pie (Haematopus ostralegus) H
- Huppe d'Afrique (Upupa africana)
- Huppe du Sénégal (Upupa senegalensis)
- Huppe fasciée (Upupa epops)
- Hylia verte (Hylia prasina) Casamance
- Hyliote à ventre jaune (Hyliota flavigaster)
- Hypolaïs pâle (Hippolais pallida) H
- Hypolaïs polyglotte (Hippolais polyglotta) H

## I
- Ibis falcinelle (Plegadis falcinellus)
- Ibis hagedash (Bostrychia hagedash)
- Ibis sacré (Threskiornis aethiopicus)
- Indicateur menu (Indicator exilis) Casamance
- Indicateur pygmée (Prodotiscus insignis) Casamance
- Indicateur tacheté (Indicator maculatus) Casamance
- Irrisor moqueur (Phoeniculus purpureus)
- Irrisor noir (Rhinopomastus aterrimus)

## J
- Jabiru d'Afrique (Ephippiorhynchus senegalensis)
- Jacana à poitrine dorée (Actophilornis africanus)

## L
- Labbe à longue queue (Stercorarius longicaudus) P
- Labbe parasite (Stercorarius parasiticus) P
- Labbe pomarin (Stercorarius pomarinus) H
- Linotte mélodieuse (Carduelis cannabina) H
- Locustelle luscinioïde (Locustella luscinioides) H
- Locustelle tachetée (Locustella naevia) H
- Loriot d'Europe (Oriolus oriolus) P
- Loriot doré (Oriolus auratus)

## M

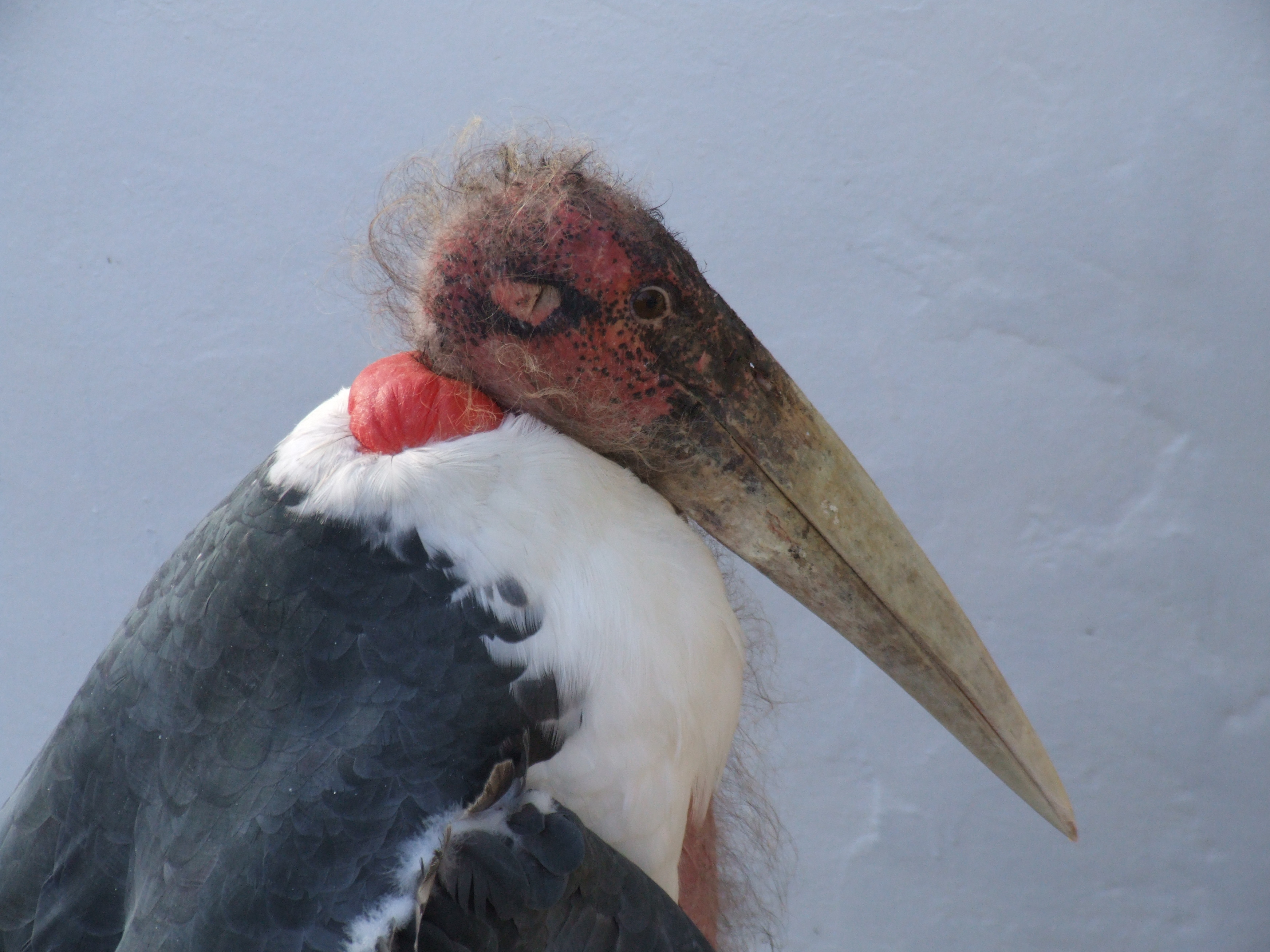
Marabout d'Afrique (Parc forestier et zoologique de Hann)

- Mahali à calotte marron (Plocepasser superciliosus)
- Malcoha à bec jaune (Ceuthmochares aereus) Casamance
- Malimbe à bec bleu (Malimbus nitens) Casamance
- Marabout d'Afrique (Leptoptilos crumeniferus)
- Marmaronette marbrée (Marmaronetta angustirostris) Vulnérable H
- Marouette de Baillon (Porzana pusilla)
- Marouette ponctuée (Porzana porzana) H
- Marouette poussin (Porzana parva)
- Martin-chasseur à poitrine bleue (Halcyon malimbica)
- Martin-chasseur à tête grise (Halcyon leucocephala)
- Martin-chasseur du Sénégal (Halcyon senegalensis)
- Martin-chasseur strié (Halcyon chelicuti)
- Martinet à ventre blanc (Tachymarptis melba) P
- Martinet cafre (Apus caffer)
- Martinet des maisons (Apus affinis)
- Martinet des palmes (Cypsiurus parvus)
- Martinet d'Ussher (Telacanthura ussheri)
- Martinet noir (Apus apus) P
- Martinet pâle (Apus pallidus) H
- Martin-pêcheur azuré (Alcedo quadribrachys) Casamance
- Martin-pêcheur géant (Megaceryle maxima)
- Martin-pêcheur huppé (Alcedo cristata)
- Martin-pêcheur pie (Ceryle rudis)
- Martin-pêcheur pygmée (Ispidina picta)
- Mélocichle à moustaches (Melocichla mentalis)
- Merle africain (Turdus pelios)
- Messager sagittaire (Sagittarius serpentarius)
- Milan d'Afrique (Milvus parasitus)
- Milan des chauves-souris (Macheiramphus alcinus)
- Milan noir (Milvus migrans)
- Moineau à point jaune (Petronia pyrgita)
- Moineau domestique (Passer domesticus) Espèce introduite
- Moineau doré (Passer luteus)
- Moineau gris (Passer griseus)
- Moinelette à front blanc (Eremopterix nigriceps)
- Moinelette à oreillons blancs (Eremopterix leucotis)
- Monticole merle-bleu (Monticola solitarius) H
- Monticole merle-de-roche (Monticola saxatilis) H
- Mouette à tête grise (Larus cirrocephalus)
- Mouette atricille (Larus atricilla) P
- Mouette de Franklin (Larus pipixcan) P
- Mouette de Sabine (Xema sabini) P
- Mouette mélanocéphale (Larus melanocephalus) P
- Mouette pygmée (Larus minutus) P
- Mouette rieuse (Chroicocephalus ridibundus) H
- Mouette tridactyle (Rissa tridactyla) H

## N
- Nigrette à ventre roux (Nigrita bicolor) Casamance
- Noddi brun (Anous stolidus) P
- Noddi noir (Anous minutus) P
- Noircap loriot (Hypergerus atriceps)

## O
- Océanite cul-blanc (Oceanodroma leucorhoa)
- Océanite de Castro (Oceanodroma castro)
- Océanite de Wilson (Oceanites oceanicus)
- Océanite frégate (Pelagodroma marina)
- Océanite tempête (Hydrobates pelagicus)
- Œdicnème criard (Burhinus oedicnemus) H
- Œdicnème du Sénégal (Burhinus senegalensis)
- Œdicnème tachard (Burhinus capensis)
- Œdicnème vermiculé (Burhinus vermiculatus)
- Oie-armée de Gambie (Plectropterus gambensis)
- Ombrette africaine (Scopus umbretta)
- Onoré à huppe blanche (Tigriornis leucolophus) Données insuffisantes
- Ouette d'Égypte (Alopochen aegyptiacus)
- Outarde à ventre noir (Eupodotis melanogaster)
- Outarde arabe (Ardeotis arabs)
- Outarde de Denham (Neotis denhami) Quasi menacé
- Outarde de Savile (Eupodotis savilei)
- Outarde du Sénégal (Eupodotis senegalensis)

## P

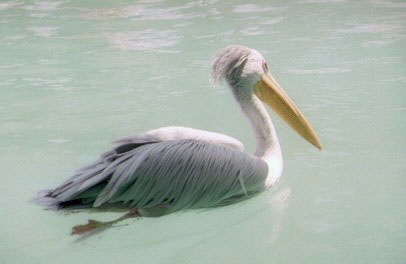
Pélican gris

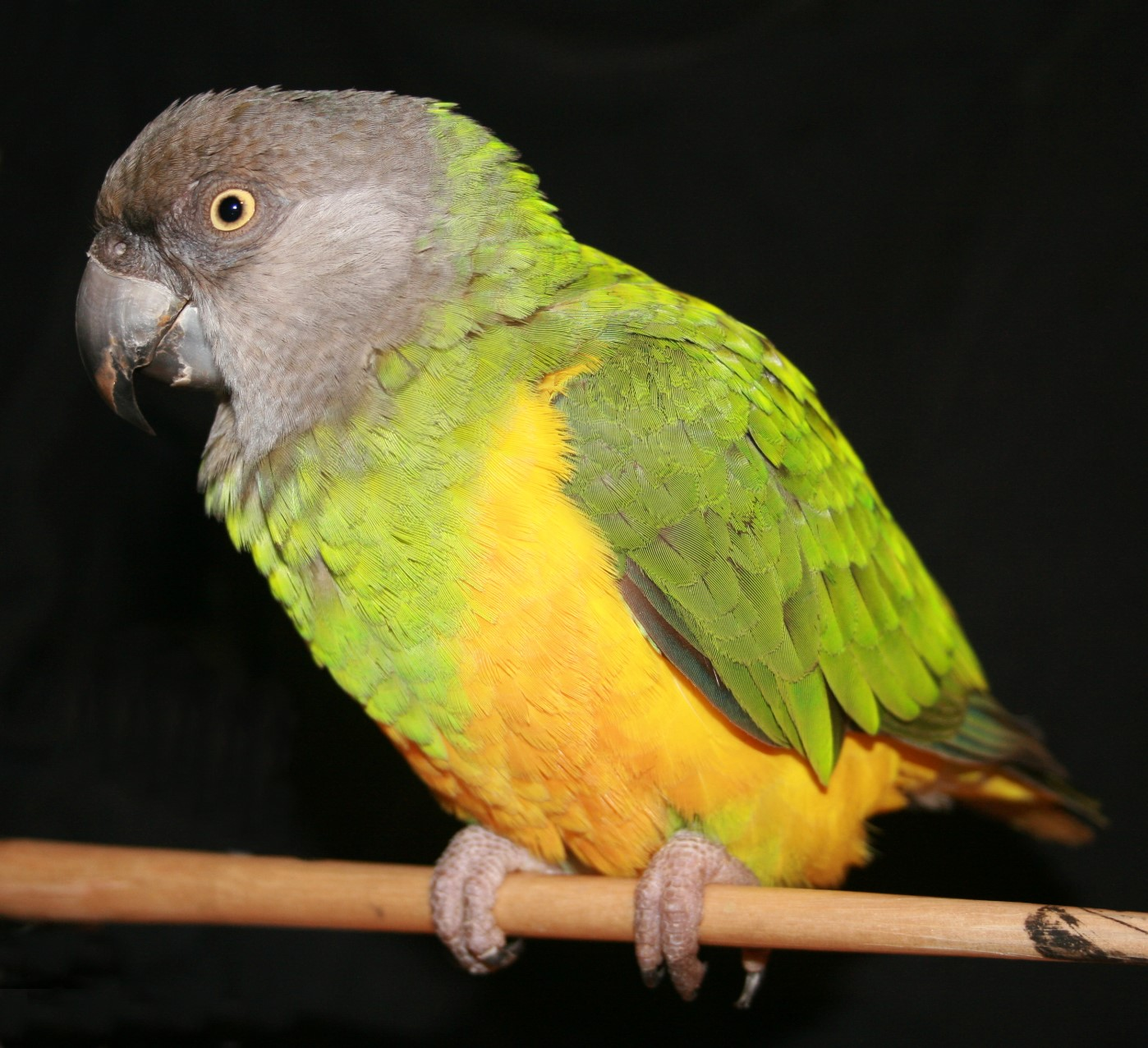
Perroquet youyou

- Palmiste africain (Gypohierax angolensis)
- Pélican blanc (Pelecanus onocrotalus)
- Pélican gris (Pelecanus rufescens)
- Perroquet robuste (Poicephalus robustus)
- Perroquet youyou (Poicephalus senegalus)
- Perruche à collier (Psittacula krameri)
- Petit Indicateur (Indicator minor)
- Petit Moineau (Petronia dentata)
- Petit-duc à face blanche (Otus leucotis)
- Petit-duc africain (Otus senegalensis)
- Petit-duc scops (Otus scops) H
- Pétrel de Bulwer (Bulweria bulwerii)
- Pétrel de Madère (Pterodroma madeira) En danger critique d'extinction P
- Pétrel gongon (Pterodroma feae) Quasi menacé P
- Phaéton à bec rouge (Phaethon aethereus) P
- Phalarope à bec large (Phalaropus fulicaria) H
- Phragmite aquatique (Acrocephalus paludicola) Vulnérable H
- Phragmite des joncs (Acrocephalus schoenobaenus) H
- Phyllanthe capucin (Phyllanthus atripennis) Casamance
- Piapiac africain (Ptilostomus afer)
- Pic à dos brun (Dendropicos obsoletus)
- Pic à queue dorée (Campethera abingoni)
- Pic à taches noires (Campethera punctuligera)
- Pic barré (Campethera maculosa)
- Pic cardinal (Dendropicos fuscescens)
- Pic goertan (Dendropicos goertae)
- Pic gris (Dendropicos elachus)
- Pic tacheté (Campethera nivosa) Casamance
- Pie-grièche à tête rousse (Lanius senator) H
- Pie-grièche isabelle (Lanius isabellinus) P
- Pie-grièche méridionale (Lanius meridionalis)
- Pigeon biset (Columba livia)
- Pigeon roussard (Columba guinea)
- Pintade de Numidie (Numida meleagris)
- Pipit à dos uni (Anthus leucophrys)
- Pipit à gorge rousse (Anthus cervinus) H
- Pipit des arbres (Anthus trivialis) H
- Pipit rousseline (Anthus campestris) H
- Piquebœuf à bec jaune (Buphagus africanus)

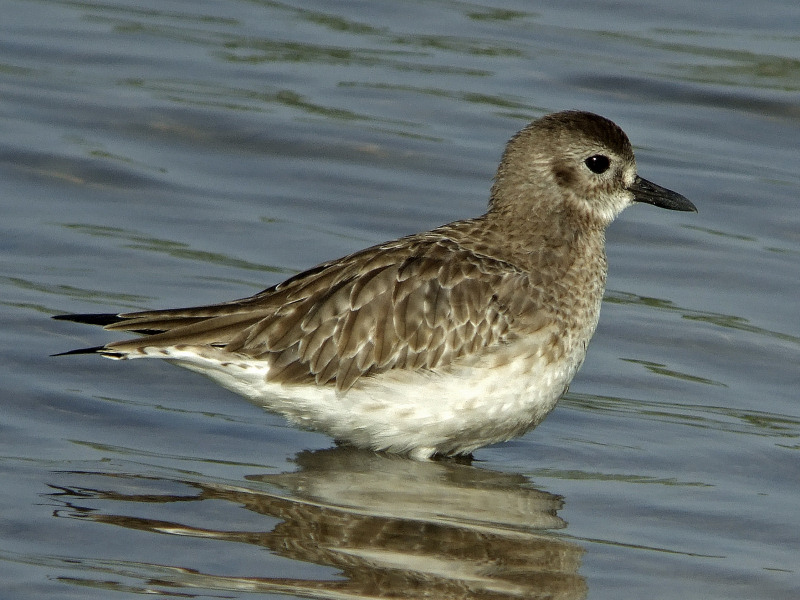
Pluvier argenté

- Pluvian fluviatile (Pluvianus aegyptius)
- Pluvier à collier interrompu (Charadrius alexandrinus)
- Pluvier à front blanc (Charadrius marginatus)
- Pluvier argenté (Pluvialis squatarola) H
- Pluvier bronzé (Pluvialis dominica) P
- Pluvier de Forbes (Charadrius forbesi)
- Pluvier de Leschenault (Charadrius leschenaultii) P
- Pluvier doré (Pluvialis apricaria) P
- Pluvier grand-gravelot (Charadrius hiaticula) H
- Pluvier pâtre (Charadrius pecuarius)
- Pluvier petit-gravelot (Charadrius dubius) H
- Pouillot de Bonelli (Phylloscopus bonelli) H
- Pouillot fitis (Phylloscopus trochilus) P
- Pouillot siffleur (Phylloscopus sibilatrix) P
- Pouillot véloce (Phylloscopus collybita) H
- Poulette de roches (Ptilopachus petrosus)
- Prinia à ailes rousses (Heliolais erythroptera)
- Prinia à front écailleux (Spiloptila clamans)
- Prinia aquatique (Prinia fluviatilis)
- Prinia modeste (Prinia subflava)
- Pririt à collier (Platysteira cyanea)
- Pririt du Sénégal (Batis senegalensis)
- Puffin cendré (Calonectris diomedea)
- Puffin des Anglais (Puffinus puffinus)
- Puffin fuligineux (Puffinus griseus)
- Puffin majeur (Puffinus gravis)
- Pygargue vocifer (Haliaeetus vocifer)
- Pyréneste gros-bec (Pyrenestes sanguineus)

## R
- Râle à bec jaune (Amaurornis flavirostra)
- Râle des prés (Crecopsis egregia)
- Râle perlé (Sarothrura pulchra) Casamance
- Rémiz à ventre jaune (Anthoscopus parvulus)
- Rémiz du Soudan (Anthoscopus punctifrons)
- Rhynchée peinte (Rostratula benghalensis)
- Rolle violet (Eurystomus glaucurus)
- Rollier à ventre bleu (Coracias cyanogaster)
- Rollier d'Abyssinie (Coracias abyssinica)
- Rollier d'Europe (Coracias garrulus) H
- Rollier varié (Coracias naevia)
- Rossignol philomèle (Luscinia megarhynchos) H
- Rougequeue à front blanc (Phoenicurus phoenicurus) H
- Rougequeue noir (Phoenicurus ochruros) H
- Rousserolle africaine (Acrocephalus baeticatus)
- Rousserolle des cannes (Acrocephalus rufescens)
- Rousserolle effarvatte (Acrocephalus scirpaceus) H
- Rousserolle turdoïde (Acrocephalus arundinaceus) H
- Rufipenne morio (Onychognathus morio)

## S
- Sarcelle à ailes bleues (Anas discors) Rare/Accidentel P
- Sarcelle d'été (Anas querquedula) H
- Sarcelle d'hiver (Anas crecca) H
- Sénégali à ventre noir (Euschistospiza dybowskii)
- Sénégali sanguin (Spermophaga haematina)
- Sentinelle à gorge jaune (Macronyx croceus)
- Serin à croupion blanc (Serinus leucopygius)
- Serin du Mozambique (Serinus mozambicus)
- Serin ouest-africain (Serinus canicapillus)
- Sirli du désert (Alaemon alaudipes)
- Souimanga à collier (Anthreptes collaris)
- Souimanga à gorge rousse (Nectarinia adelberti) Casamance
- Souïmanga à longue queue (Nectarinia pulchella)
- Souimanga à poitrine rouge (Nectarinia senegalensis)
- Souimanga à tête verte (Nectarinia verticalis)
- Souimanga à ventre jaune (Nectarinia venusta)
- Souimanga à ventre olive (Nectarinia chloropygia)
- Souimanga brun (Anthreptes gabonicus)
- Souimanga cuivré (Nectarinia cuprea)
- Souimanga de Hunter (Nectarinia hunteri)
- Souimanga de Johanna (Nectarinia johannae) P
- Souimanga éclatant (Nectarinia coccinigaster)
- Souimanga olivâtre (Nectarinia olivacea)
- Souimanga pygmée (Anthreptes platurus)
- Souimanga violet (Anthreptes longuemarei)
- Spatule blanche (Platalea leucorodia) H
- Spatule d'Afrique (Platalea alba)
- Sporopipe quadrillé (Sporopipes frontalis)
- Spréo améthyste (Cinnyricinclus leucogaster)
- Sterne bridée (Sterna anaethetus) H
- Sterne caspienne (Sterna caspia)
- Sterne caugek (Sterna sandvicensis) H
- Sterne de Dougall (Sterna dougallii) H
- Sterne fuligineuse (Sterna fuscata) P
- Sterne hansel (Sterna nilotica) H
- Sterne naine (Sterna albifrons)
- Sterne pierregarin (Sterna hirundo) H
- Sterne royale (Sterna maxima)
- Sterne voyageuse (Sterna bengalensis) H

## T
- Tadorne de Belon (Tadorna tadorna) P
- Talève d'Allen (Porphyrio alleni)
- Talève sultane (Porphyrio porphyrio)
- Tantale ibis (Mycteria ibis)
- Tarier d'Afrique (Saxicola axillaris)
- Tarier des prés (Saxicola rubetra) H
- Tchagra à tête noire (Tchagra senegala)
- Tchitrec à ventre roux (Terpsiphone rufiventer)
- Tchitrec bleu (Elminia longicauda)
- Tchitrec d'Afrique (Terpsiphone viridis)
- Tisserin à cou noir (Ploceus nigricollis)
- Tisserin à tête noire (Ploceus melanocephalus)

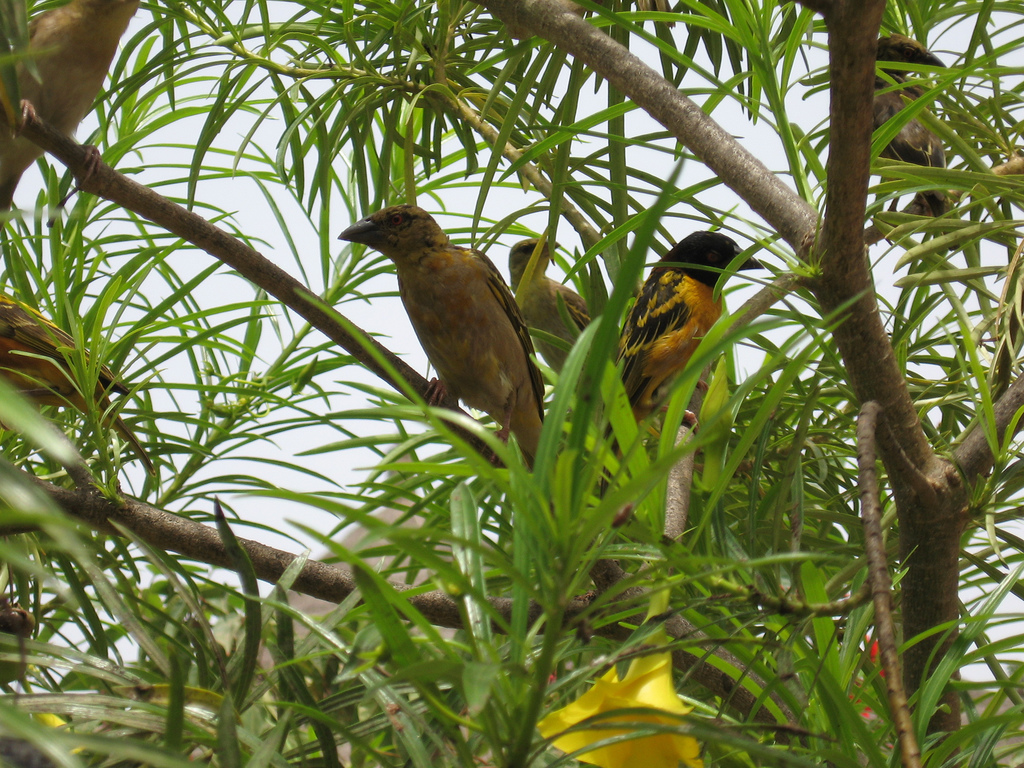
Tisserin gendarme dans une île du Sine-Saloum

- Tisserin écarlate (Anaplectes rubriceps)
- Tisserin gendarme (Ploceus cucullatus)
- Tisserin gros-bec (Pachyphantes superciliosus) Casamance
- Tisserin masqué (Ploceus heuglini)
- Tisserin minule (Ploceus luteolus)
- Tisserin vitellin (Ploceus vitellinus)
- Torcol fourmilier (Jynx torquilla) H
- Touraco gris (Crinifer piscator)
- Touraco vert (Tauraco persa)
- Touraco violet (Musophaga violacea)
- Tournepierre à collier (Arenaria interpres) H
- Tourtelette améthystine (Turtur afer)
- Tourtelette d'Abyssinie (Turtur abyssinicus)
- Tourtelette masquée (Oena capensis)
- Tourtelette tambourette (Turtur tympanistria) P
- Tourterelle à collier (Streptopelia semitorquata)
- Tourterelle des bois (Streptopelia turtur) H

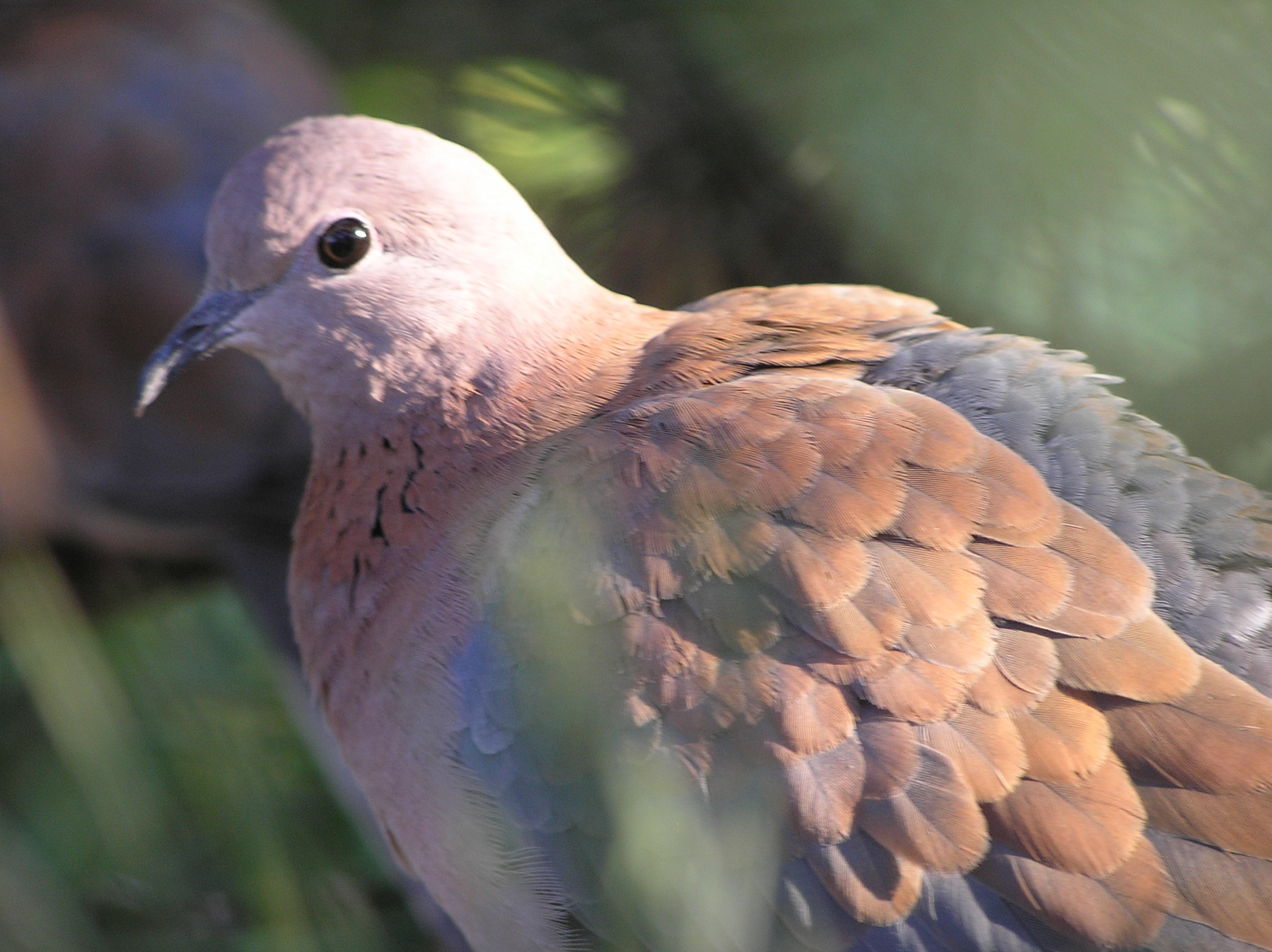
Tourterelle maillée

- Tourterelle maillée (Streptopelia senegalensis)
- Tourterelle pleureuse (Streptopelia decipiens)
- Tourterelle rieuse (Streptopelia roseogrisea)
- Tourterelle vineuse (Streptopelia vinacea)
- Traquet à front blanc (Myrmecocichla albifrons)
- Traquet à ventre roux (Thamnolaea cinnamomeiventris)
- Traquet brun (Myrmecocichla aethiops)
- Traquet commandeur (Myrmecocichla nigra)
- Traquet du désert (Oenanthe deserti) H
- Traquet familier (Cercomela familiaris)
- Traquet isabelle (Oenanthe isabellina) H
- Traquet motteux (Oenanthe oenanthe) H
- Traquet oreillard (Oenanthe hispanica) H
- Travailleur à bec rouge (Quelea quelea)
- Travailleur à tête rouge (Quelea erythrops)
- Turnix à ailes blanches (Ortyxelos meiffrenii)
- Turnix d'Andalousie (Turnix sylvatica)
- Turnix nain (Turnix nana) P

## V
- Vanneau à éperons (Vanellus spinosus)
- Vanneau à tête blanche (Vanellus albiceps)
- Vanneau à tête noire (Vanellus tectus)
- Vanneau du Sénégal (Vanellus senegallus)
- Vanneau huppé (Vanellus vanellus) P
- Vanneau terne (Vanellus lugubris)
- Vautour à tête blanche (Trigonoceps occipitalis)
- Vautour africain (Gyps africanus)

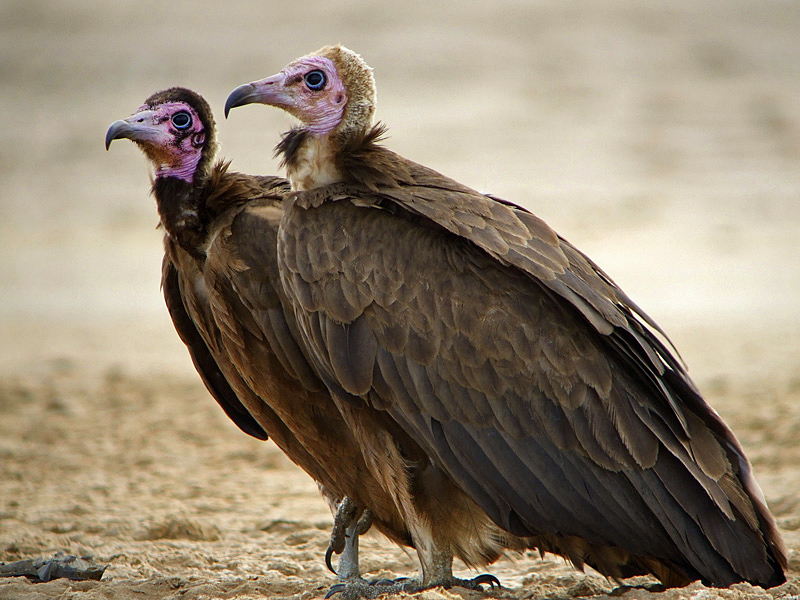
Vautour charognard

- Vautour charognard (Necrosyrtes monachus)
- Vautour de Rüppell (Gyps rueppellii)
- Vautour fauve (Gyps fulvus)
- Vautour oricou (Torgos tracheliotus) Vulnérable
- Vautour percnoptère (Neophron percnopterus)
- Veuve à collier d'or (Vidua orientalis)
- Veuve dominicaine (Vidua macroura)

## Z
- Zostérops jaune (Zosterops senegalensis)